# John Fitzpatrick
John Fitzpatrick (18. srpna 1946, Aberdeen – 21. prosince 2020) byl skotský fotbalový obránce a záložník.

## Fotbalová kariéra
V letech 1963–1973 hrál v anglické nejvyšší soutěži za Manchester United FC. Nastoupil ve 117 ligových utkáních a dal 8 gólů. S Manchester United FC vyhrál v sezóně 1967/68 Pohár mistrů evropských zemí. V letech 1965 a 1967 získal s Manchesterem United anglický titul. V Poháru mistrů evropských zemí nastoupil v 7 utkáních.

## Ligová bilance
| Ročník                                 | Zápasy | Góly | Klub                 |
| -------------------------------------- | ------ | ---- | -------------------- |
| Football League First Division 1964/65 | 2      | 0    | Manchester United FC |
| Football League First Division 1965/66 | 4      | 0    | Manchester United FC |
| Football League First Division 1966/67 | 3      | 0    | Manchester United FC |
| Football League First Division 1967/68 | 17     | 0    | Manchester United FC |
| Football League First Division 1968/69 | 30     | 3    | Manchester United FC |
| Football League First Division 1969/70 | 20     | 3    | Manchester United FC |
| Football League First Division 1970/71 | 35     | 2    | Manchester United FC |
| Football League First Division 1971/72 | 1      | 0    | Manchester United FC |
| Football League First Division 1972/73 | 5      | 0    | Manchester United FC |
| Celkem 1. anglická liga                | 117    | 8    |                      |